# Lysiopetalum isotropum
Lysiopetalum isotropum är en mångfotingart som beskrevs av Carl Graf Attems 1903. Lysiopetalum isotropum ingår i släktet Lysiopetalum och familjen Callipodidae. Inga underarter finns listade i Catalogue of Life.